# 김종현 (고려)
김종현 (金宗鉉, ?~?)은 고려의 문신이다.

## 생애
소배압이 이끈 거란군 10만명의 고려 침공 당시 개경 일대를 방어하다가, 귀주에서 강감찬을 도와 거란군을 물리치는 데 공헌하였다.
1011년 현종 2년에 감찰어사에 임명되었고, 1019년 강감찬 휘하에서 병마판관으로 개성 수비 임무를 맡았으며, 귀주대첩 이후 예부원외랑과 우간의대부(1031년, 덕종 즉위년), 우산기상시(右散騎常侍) 등을 지냈다.

## 김종현이 등장한 작품
- 《천추태후》(KBS, 2009년~2009년, 배우:이일재)
- 《고려 거란 전쟁》(KBS, 2023년~2024년, 배우:서재우)